# J. G. Anschütz
J. G. Anschütz GmbH & Co. KG — немецкая оружейная компания.
Компания «Аншютц» была основана в 1856 году Юлиусом Готтфридом Аншутцем. В те дни компания базировалась в Целла-Мелис (Тюрингия). К 1896 году компания стала достаточно крупным концерном с персоналом около 75 человек. Оба сына основателя, Отто и Фриц Аншютц, стали работать в компании в раннем возрасте и учились секретам мастерства. Дело оставалось семейным.
В 1935 году в компании работало уже 550 человек. В конце Второй мировой войны Союзники закрыли завод, но в 1950 году компания возродилась в Ульме на юге Германии.

## Модельный ряд
«Аншютц» выпускает пневматическое оружие и известный пистолет Anschütz Exemplar для охоты и стрельбы по силуэтам, а также ряд лёгких охотничьих ружей и карабинов калибров .22 Лонг Райфл, .22 WMR, .22 Hornet и .222 Remington, предназначенных для охоты на мелкую дичь.

### Охотничьи
Caliber .22 LR
- Luxus repeaters of the series 1416
- Luxus repeaters of the series 1417
- Small bore hunting match repeaters of the series 64
- Hunting repeaters of the series 1710
- Hunting repeaters of the series 1712
- Semi automatic rifles of the series 525

Caliber .17 Mach 2
- Luxus repeaters of the series 1502
- Hunting repeaters of the series 1702

Caliber .22 WMR
- Luxus repeaters of the series 1516

Caliber .17 HMR
- Luxus repeaters of the series 1517
- Hunting repeaters of the series 1717

Caliber .22 Hornet и .222 Remington
- Hunting repeaters of the series 1730 and 1740
- Competition hunting single loaders 1740

### Спортивные
Small Bore Biathlon Rifles
- 1827 ANSCHÜTZ Fortner
- 1827 ANSCHÜTZ Fortner Sprint

9003 Premium Compressed Air Target Rifles
- 9003 Premium Compressed Air
- 9003 Premium Compressed Air Benchrest

Compressed Air Target Rifles
- 2002 Compressed Air
- 8002 Compressed Air
- 8002 "Junior" Compressed Air

Compressed Air Target Pistols
- LP-@ANSCHÜTZ Compressed Air
- LP-@ANSCHÜTZ Compressed Air LIGHT

Sport Air Rifles
- 275 Repeating Air Rifle

Small Bore Target Rifles
- 1903 Small bore match Rifle
- 1903 Junior Target
- 1907 Small Bore Target Rifle
- 1907 Small Bore Target Rifle Club
- 1907 LIGHT
- 1907 Rep
- 1913 with stock 1907
- 1907 in stock 1912
- 1907 in stock 2213
- 2007/660 in stock 2313 Alu
- 1913 "Super Match"
- 1913 in stock 2213 Benchrest
- 2013/690 with stock 2313 Alu Color

Silhouette Rifles
- 54.18 MS R with thumbhole stock
- 64 MS R Silhouette

Model series 64 R
- 64 R